# Lewoglukozan
Lewoglukozan – organiczny związek chemiczny o wzorze sumarycznym C6H10O5 posiadający strukturę pierscieniową złożoną z sześciu atomów węgla. Powstaje w wyniku pirolizy węglowodanów takich jak skrobia czy celuloza.

## Zastosowanie
Lewoglukozan jest często używany jako chemiczny wskaźnik spalania biomasy w badaniu atmosfery, szczególnie w odniesieniu do pyłów. Wraz z innymi wskaźnikami, takimi jak potas i gazowy acetonitryl, lewoglukozan używany do identyfikacji pyłów pochodzących z regionalnych pożarami lasów. Spowodowane jest to tym, że gazy emitowane w wyniku pirolizy biomasy (drewna) zawierają znaczne ilości lewoglukozanu.
Hydroliza lewoglukozanu wytwarza fermentowalny cukier – glukozę, stąd też materiały lignocelulozowe wykazują duży potencjał jako surowiec odnawialny do produkcji bioetanolu.